# Hart im Zillertal
Hart im Zillertal är en ort och kommun i distriktet Schwaz i förbundslandet Tyrolen i Österrike.
Kommunen består av tre orter (Ortschaften) (inom parentes invånarantal 1 januari 2024):
- Hart im Zillertal (831)
- Helfenstein (533)
- Holdernach (300)